# Cantone di Tournon-Saint-Martin
Il Cantone di Tournon-Saint-Martin era una divisione amministrativa dell'arrondissement di Le Blanc.
A seguito della riforma approvata con decreto del 18 febbraio 2014, che ha avuto attuazione dopo le elezioni dipartimentali del 2015, è stato soppresso.

## Composizione
Comprendeva i comuni di:
- Fontgombault
- Lingé
- Lurais
- Lureuil
- Martizay
- Mérigny
- Néons-sur-Creuse
- Preuilly-la-Ville
- Sauzelles
- Tournon-Saint-Martin